# Kotlinowy Wierch
Der Kotlinowy Wierch ist ein Berg in der polnischen Westtatra mit 1328 Metern Höhe.

## Lage und Umgebung
Die Staatsgrenze verläuft über den Hauptgrat der Tatra. Der Kotlinowy Wierch befindet sich nördlich des Hauptkamms. Unterhalb des Gipfels liegt das Tal Dolina Suchej Wody Gąsienicowej.

## Tourismus
Der Gipfel des Kotlinowy Wierch ist für Wanderer nicht zugänglich. 
Als Ausgangspunkt für eine Besteigung der Hänge von den Tälern aus eignen sich die Murowaniec-Hütte und die Kondratowa-Hütte sowie das Kalatówki-Berghotel.

## Belege
- Zofia Radwańska-Paryska, Witold Henryk Paryski: Wielka encyklopedia tatrzańska. Poronin, Wyd. Górskie, 2004, ISBN 83-7104-009-1.
- Tatry Wysokie słowackie i polskie. Mapa turystyczna 1:25.000, Warszawa, 2005/06, Polkart, ISBN 83-87873-26-8.